# Karta Atlantycka

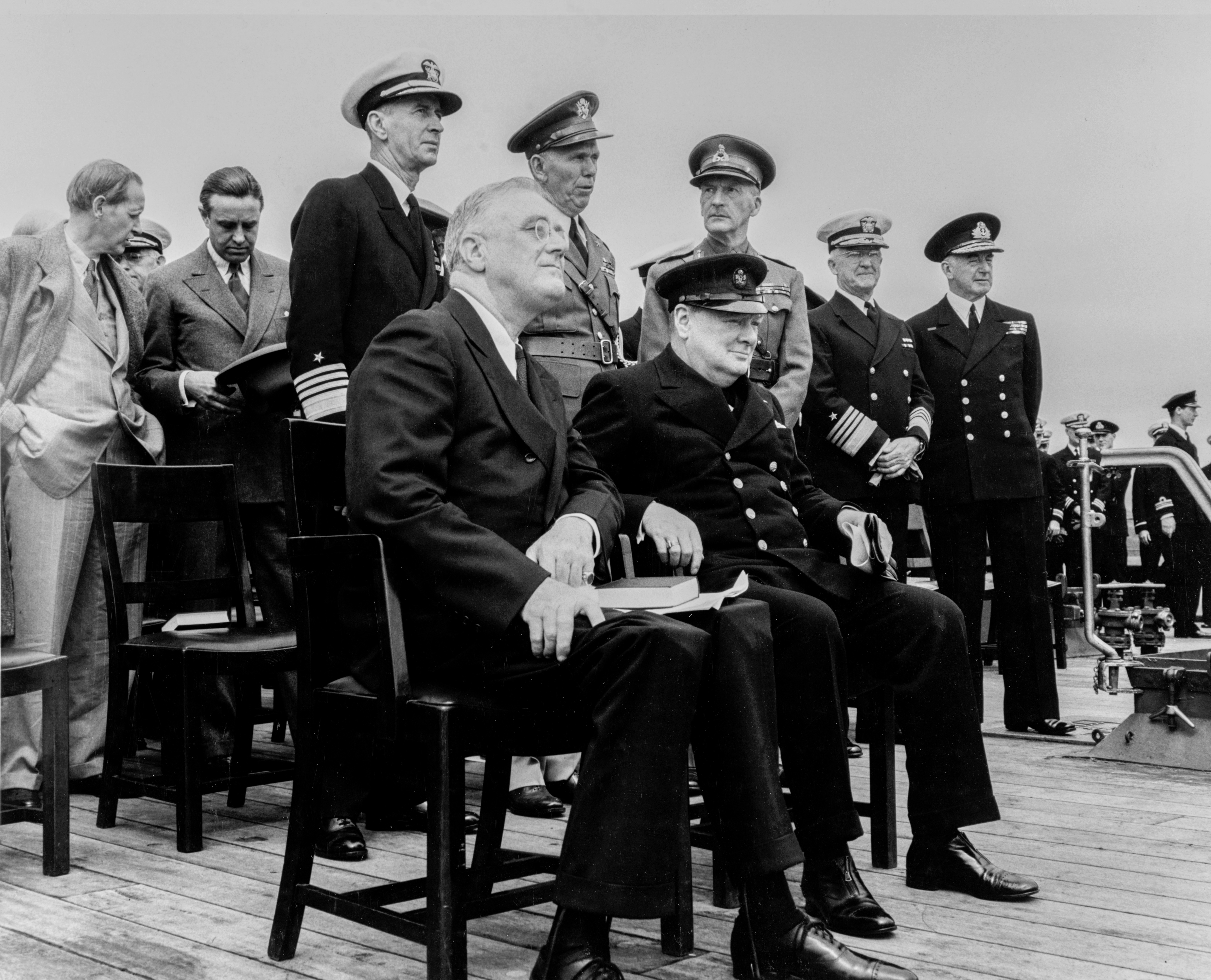
Prezydent Roosevelt i premier Churchill na pokładzie HMS „Prince of Wales”, sierpień 1941

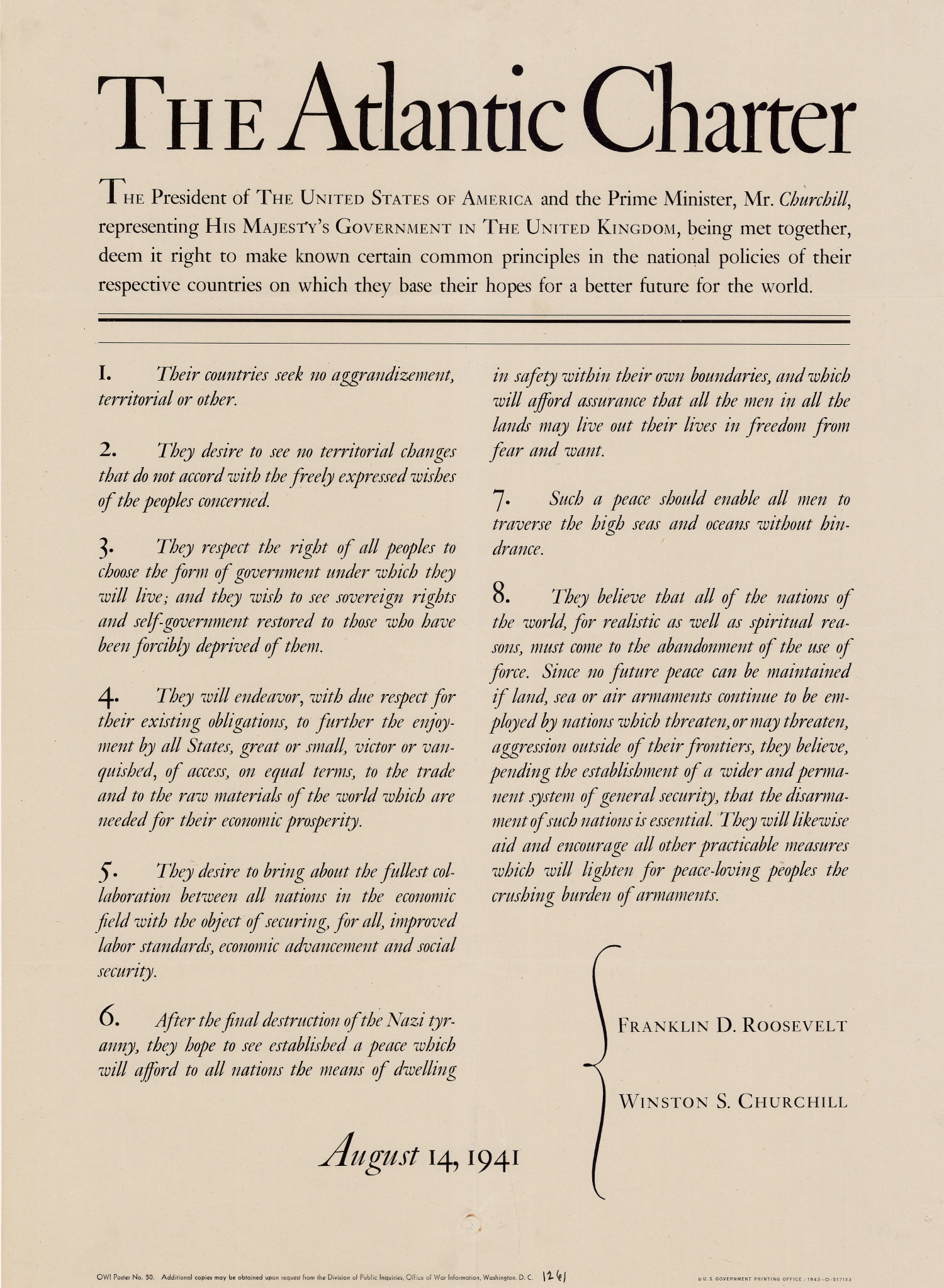
Karta Atlantycka

Karta Atlantycka (ang. Atlantic Charter) – ośmiopunktowa deklaracja podpisana 14 sierpnia 1941 roku przez Winstona Churchilla i Franklina Delano Roosevelta na pokładzie okrętu HMS „Prince of Wales”, kotwiczącego u wybrzeży Nowej Fundlandii na Oceanie Atlantyckim (stąd pochodzi nazwa). Określała cele polityki Wielkiej Brytanii i USA w okresie II wojny światowej i po jej zakończeniu oraz zasady powojennych stosunków międzynarodowych.

## Historia
Deklarację podpisali premier Zjednoczonego Królestwa Wielkiej Brytanii i Irlandii Północnej Winston Churchill oraz prezydent Stanów Zjednoczonych z ramienia Partii Demokratycznej Franklin Delano Roosevelt. Za jej najważniejsze cele uznano prawo wszystkich narodów do posiadania własnych rządów i własnego niepodległego państwa, do rozwoju gospodarczego i życia w pokoju po pokonaniu tyranii faszystowskiej. Zdecydowanie eksponowała zasadę pokojowego rozstrzygania sporów międzynarodowych, zgodnie z zasadami sprawiedliwości i prawa międzynarodowego, wyrażała nadzieję na ustanowienie po ostatecznym zniszczeniu tyranii nazistowskiej trwałego pokoju, wspominała o potrzebie zaprowadzenia w przyszłości stałego systemu bezpieczeństwa na szerszą skalę oraz o potrzebie zmniejszenia zbrojeń.
24 września 1941 roku na konferencji międzynarodowej w Londynie podpisana przez członków koalicji antyhitlerowskiej, m.in. ZSRR, Australię, emigracyjne rządy Polski, Francji, Belgii, Czechosłowacji, Luksemburga, Holandii, Norwegii, Grecji, Jugosławii oraz przez dominia Indie Brytyjskie, Kanadę, Związek Południowej Afryki.
Do Karty odwoływały się Deklaracja Narodów Zjednoczonych i Traktat brytyjsko-radziecki (1942). Niektóre zapisy Karty (pierwszy, drugi, trzeci, czwarty i ósmy) nigdy nie zostały przez sprzymierzonych zrealizowane. Sygnatariuszem, który dążył do ekspansji zarówno terytorialnej jak i polityczno-gospodarczej, był Związek Radziecki. Zmiany terytorialne, które zaszły bez zgody państwa, którego dotyczyły to cesje terytorialne Finlandii, Polski, Rumunii, Czechosłowacji i Japonii na rzecz Związku Radzieckiego, a także Niemiec na rzecz Polski i ZSRR. Punkt czwarty został pogwałcony w przypadku nieprzywrócenia niepodległości Estonii, Łotwy, Litwy, a także wszystkich państw, które stały się radzieckimi satelitami. Nie nastąpiło po wojnie deklarowane rozbrojenie, bądź ograniczenie zbrojeń. Doszło też do licznych interwencji zbrojnych zarówno USA jak i Związku Radzieckiego.

## Postanowienia Karty Atlantyckiej
W karcie Atlantyckiej prezydent Stanów Zjednoczonych i premier Wielkiej Brytanii ustanowili "pewne wspólne zasady w polityce państwowej" swych krajów, "na których opierają nadzieje na lepszą przyszłość dla całego świata". Zasad tych było osiem:
1. sygnatariusze nie dążą do zysków terytorialnych lub jakichkolwiek innych;
2. sygnatariusze nie życzą sobie zmian terytorialnych, które nie zgadzałyby się z wolno wypowiedzianymi życzeniami narodów, których te zmiany dotyczą;
3. sygnatariusze uznają prawo wszystkich narodów do wyboru formy własnego rządu; pragną przywrócenia niepodległości i niezależnych rządów w tych wszystkich państwach, które zostały pozbawione swej niepodległości;
4. sygnatariusze będą się starali o to, aby wszystkie państwa, wielkie i małe, zwycięskie czy zwyciężone, miały dostęp na równych zasadach do światowego handlu i surowców, niezbędnych dla ich rozwoju ekonomicznego;
5. sygnatariusze dążą do ustalenia jak najdalej idącej współpracy pomiędzy wszystkimi narodami na polu gospodarczym, by zapewnić wszystkim polepszenie warunków pracy, rozwój ekonomiczny oraz dobre warunki społeczne;
6. sygnatariusze chcieliby, po ostatecznym pokonaniu tyranii hitlerowskiej, widzieć taki pokój, który by zapewnił wszystkim narodom warunki bezpiecznego życia wewnątrz swoich granic i dawał pewność, że wszyscy mieszkańcy wszystkich krajów będą mogli prowadzić życie wolne od lęku i nędzy;
7. na zasadzie takiego pokoju, morza i oceany będą otwarte dla wszystkich;
8. sygnatariusze wierzą, że wszystkie narody świata, zarówno ze względów praktycznych, jak i zasad moralnych, będą się musiały zgodzić na wyrzeczenie się metody przemocy.